# Podbierieżskij
Podbierieżskij (ros. Подбережский) – wieś w Rosji, w rejonie grazowieckim obwodu wołogodzkiego. W 2002 liczyła 4 mieszkańców.